# Marshall (Illinois)
Marshall ist eine City und Verwaltungssitz des Clark County im Osten des US-amerikanischen Bundesstaates Illinois. Das U.S. Census Bureau hat bei der Volkszählung 2020 eine Einwohnerzahl von 3947 ermittelt.
Etwa 4 km südwestlich von Marshall liegt der Lincoln Trail State Park, der als Erholungsgebiet genutzt wird.

## Geografie
Marshall liegt auf 39°23'34" nördlicher Breite und 87°41'37" westlicher Länge. Die Stadt erstreckt sich über 8,2 km², die auf 8,1 km² Land- und 0,1 km² Wasserfläche verteilen.
Marshall liegt etwa 15 km westlich der Grenze zum Bundesstaat Indiana.
Durch die Stadt führt der in südwest-nordöstlicher Richtung verlaufende U.S. Highway 40, der im Stadtzentrum die Illinois State Route 1 kreuzt. Etwa 2 km nördlich der Stadt verläuft parallel zum Highway 40 die Interstate 70.
Über das 27,4 km entfernte Terre Haute sind es 142 km in nordöstlicher Richtung nach Indianapolis, die Hauptstadt von Indiana. Chicago liegt 296 km im Norden, Illinois’ Hauptstadt Springfield 198 km in westnordwestlicher Richtung, St. Louis in Missouri 253 km im Südwesten und Kentuckys größte Stadt Louisville 277 km im Süden.

## Geschichte
Marshall wurde im Jahre 1835 von William B. Archer angelegt. Der Ort ist benannt nach dem ehemaligen Außenminister John Marshall. 1863, also während des Bürgerkrieges, war Marshall Schauplatz von Auseinandersetzungen der Regierung mit den so genannten Copperheads. Im März 1863 nahm eine Einheit der Unionsarmee aus Indiana einige Deserteure fest. Daraufhin ordnete ein lokaler Richter die sofortige Freilassung der Deserteure an und ließ zwei Sergeants der Armee wegen Kidnappings verhaften. Das hatte zur Folge, dass 250 Soldaten unter dem Befehl von Colonel Henry B. Carrington aus Indianapolis herbeordert wurden. Das Gerichtsgebäude wurde besetzt, die Sergeants wieder befreit und die Verantwortlichen in Haft genommen.
Marshall war die Heimat der 1950 gegründeten Handy Writers' Colony, wozu auch der Bestsellerautor James Jones gehörte. Dieser baute ein Haus in Marshall und lebte hier von 1952 bis 1957.

## Demografische Daten
Bei der Volkszählung im Jahre 2000 wurde eine Einwohnerzahl von 3771 ermittelt. Diese verteilten sich auf 1655 Haushalte in 1002 Familien. Die Bevölkerungsdichte lag bei 463,7/km². Es gab 1832 Gebäude, was einer Bebauungsdichte von 225,3/km² entsprach.
Die Bevölkerung bestand im Jahre 2000 aus 98,33 % Weißen, 0,29 % Afroamerikanern, 0,13 % Indianern, 0,16 % Asiaten und 0,24 % anderen. 0,85 % gaben an, von mindestens zwei dieser Gruppen abzustammen. 0,48 % der Bevölkerung bestand aus Hispanics, die verschiedenen der genannten Gruppen angehörten.
23,7 % waren unter 18 Jahren, 8,0 % zwischen 18 und 24, 26,7 % von 25 bis 44, 19,8 % von 45 bis 64 und 21,9 % 65 und älter. Das durchschnittliche Alter lag bei 39 Jahren. Auf 100 Frauen kamen statistisch 84,4 Männer, bei den über 18-Jährigen 80,9.
Das durchschnittliche Einkommen pro Haushalt betrug $33.413, das durchschnittliche Familieneinkommen $42.909. Das Einkommen der Männer lag durchschnittlich bei $31.108, das der Frauen bei $21.144. Das Pro-Kopf-Einkommen belief sich auf $19.851. Rund 3,6 % der Familien und 6,2 % der Gesamtbevölkerung lagen mit ihrem Einkommen unter der Armutsgrenze.

## Persönlichkeiten
- Robert L. Dulaney (1902–1984), Generalmajor der United States Army
- Chris Bennett (* 1948), Pop- und Jazzsängerin und Songwriterin